# Світловщина
Світло́вщина — село в Україні, у Лозівській міській громаді Лозівського району Харківської області. Населення становить 232 осіб. До 2020 орган місцевого самоврядування — Катеринівська сільська рада, з 31 серпня 2018 року — Катеринівський старостинський округ Лозівської міської громади.

## Географія
Село Світловщина знаходиться на лівому березі річки Лозова, вище за течією на відстані 1 км розташоване село Катеринівка, нижче за течією на відстані 3 км розташоване село Веселе. Поруч проходять автомобільна дорога Т 2107 і залізниця, найближча станція Панютине.

## Історія
За часи свого існування село Світловщина носило різні назви: «Ивановка», «Новоивановка», «Марковка», «Святловское», «Свѣтловщина» і навіть «хутір Світлівщина». Сучасну назву село має з 50-х років ХХ століття.
У 1795 році у селі Світловщина (на той час Іванівка) був збудований дерев’яний Трьохсвятительський храм на честь Василія Великого, Григорія Богослова та Івана Золотоустого, тому від цієї дати село і веде свій літопис. На початку 19 століття село перейшло у власність колезького радника Андрія Яковича Світловського, і в «Списку населених місць Катеринославської губернії» за 1859 рік воно вже згадувалося як «Ивановка (Свѣтловщина)» — село власницьке при балці Лозовій. Село налічувало 16 дворів, мало 102 мешканці (42 чоловіків і 60 жінок)
У 1886 році «Ивановка (Святловское)» — колишнє власницьке село при річці Лозовій — належало до Михайлівської волості Павлоградського повіту Катеринославської губернії. Тут мешкали 77 осіб, налічувалось 22 дворових господарства..
1908 року село мало 24 двори, 210 мешканців (з них 98 чоловіків і 112 жінок).
У 1911 році Іванівка належала до Катеринівської волості Павлоградського повіту. На 33 домоволодіння і 208 мешканців (107 чоловіків і 101 жінка за даними 1908 року) її селяни мали 100 десятин землі (25 наділів по 4 десятини). На купленій землі мешканцями Іванівки та сусідніх сіл були утворені селянські товариства і співтовариства.
Під час суцільної колективізації у 1929 році мешканці сел Іванівка (Світловщина), Картамишівка та Лозова (два останніх згодом ввійшли до складу Катеринівки) утворили колгосп «Лозівщина». На початку 1950 року його було приєднано до катеринівського колгоспу ім. Орджонікідзе.
У даний час землі колишнього к-пу ім. Орджонікідзе обробляє ПОСП «Агросвіт».
У 1930 році Іванівка мала 54 домоволодіння. За даними перепису 1926 року у селі мешкали 253 людини (124 чоловіків та 129 жінок).
11 жовтня 1941 року Іванівка була окупована нацистськими військами. Визволена, як і сусідні з нею населені пункти Лозівського району, 16 вересня 1943 року.
Після Другої світової війни село деякий час називалося «хутір Світлівщина», але вже на початку 50-х років ХХ століття отримало назву, під якою існує і досі.
12 червня 2020 року, відповідно до Розпорядження Кабінету Міністрів України  № 725-р «Про визначення адміністративних центрів та затвердження територій територіальних громад Харківської області», увійшло до складу Лозівської міської громади.
17 липня 2020 року, в результаті адміністративно-територіальної реформи та ліквідації колишнього Лозівського району (1923—2020), увійшло до складу новоутвореного Лозівського району Харківської області.

## Релігія

### Трьохсвятительський храм
«Справочная книга Екатеринославской Епархии» за 1908 рік стверджує, що Трьохсвятительський храм на честь Василя Великого, Григорія Богослова та Івана Золотоустого у селі Світловщина (Іванівка) з’явився ще у 1725 році, але наступне видання довідника та інші джерела вказують, що його було збудовано у 1795 році.
У 1880 році при громаді Трьохсвятительського храму у селі Лозова (нині південна частина Катеринівки) було відкрито церковно-парафіяльну школу. У 1908 році у ній навчалися 25 хлопчиків та 12 дівчаток.
17 жовтня 1888 року поблизу села Бірки відбулася аварія імператорського потягу. Після евакуації поранених поїзд з родиною та свитою Олександра ІІІ прибув до станції Лозова. У залі третього класу вокзалу у присутності 400 чоловік настоятель Трьохсвятительського храму отець Феодор (Строцев) та отець Стефан (Штепенко) відслужили вдячний молебень за порятунок тих, хто залишився живий, і панахиду за загиблими. Після служби обидва священнослужителі були запрошені на обід, отримавши місця поруч з імператорським подружжям, а 6 грудня у Катеринославському кафедральному соборі кожного з них нагородили золотим кабінетним наперсним хрестом. Їхні храми отримали по комплекту шитого золотом і сріблом богослужбового облачення з малинового оксамиту.
1908 року кам’яна однопрестольна церква була розширена за гроші дійсного статського радника Михайла Фадеєва з доданням церковних коштів. До церковної громади входили село Іванівка (Світловщина) з 21 домоволодінням та 162 вірянами, село Хлібне (80 дворів, 641 вірянин), село Лозова (нині південна частина Катеринівки) — 54 двори, 399 вірян, Катеринівка (197 дворів, 1553 вірянина). Причет парафії складали 61-річний священник Феодор Строцев (з 1885 року) та 25-річний псаломник Костянтин Хара (з 1905 року). Церква мала свої будинки для причту, бібліотеку, 120 десятин орної землі та сіножатей, капітал причту у відділенні Державного Банку налічував 600 рублів.
У 1913 році храм згадувався як кам’яний з дерев’яним куполом. Парафія мала церковної землі 121 десятину і 1100 квадратних сажнів. У 1913 році серед 1323 парафіян було проведено 30 хрестин, 35 шлюбів, 50 поховань. Причет парафії складали священник Феодор Строцев (мав дружину, двох дорослих дітей, а також виховував двох дітей померлого священника Стукановського. Мав казенну платню в 94 р. 84 коп.) та псаломник Костянтин Хара (мав дружину, двох малолітніх дітей, казенна платня складала 35 р. 28 коп). Церковний староста — селянин Роман Бобун.
На початку 30-х років ХХ століття храм було зруйновано. На початку ХХІ століття почалося його відродження. 12 лютого 2005 року в день святкування Собору Трьох Вселенських Святителів у селі відбулося урочисте освячення відродженого Трьохсвятительського храму. Тепер навколо нього знаходиться подвір’я (господарська частина) Свято-Архистратиго-Михайлівського жіночого монастиря міста Лозова.

#### Світловська жіноча община
На початку 90-х років ХІХ століття поміщиця Олена Михайлівна Фадеєва (уродж. Світловська) вирішила заснувати на своїх землях жіночий монастир. Вона виділила для цього 333 десятини землі, а також пообіцяла заповісти монастирю все родинне майно. У 1897 році єпископ Катеринославський та Таганрозький Сімеон підтримав цю ідею. На його думку, жіноча община могла б благотворно вплинути на місцеве населення, стати пристанищем для вдів і сиріт, влаштувати у своїх стінах жіноче училище тощо. Засновану общину було названо, як і храм, Трьохсвятительською. Діяла вона за правилами, встановленими для подібної общини у Нижньому Новгороді. Днем заснування общини вважається 11 лютого 1897 року.
На початку ХХ століття община опікувалася каплицею, збудованою на станції Лозова у 1891 році на честь порятунку імператора Олександра ІІІ у залізничній катастрофі 17 жовтня 1888 року поблизу станції Бірки.
У 1905 році настоятелькою монастиря була призначена 66-річна Аполлінарія (Христина Деменова), яка навчалася грамоти в Білгородському монастирі Курської губернії, в чернецтві перебувала з 1877 року, у 1904 році отримала Наперсний хрест.
У 1908 році община мала 183 десятини землі, всі необхідні господарські споруди та приміщення для сестер. До складу общини входили 1 черниця та 74 послушниці, в тому числі 1 рясофорна і 1 указна.
У 1910 році настоятелькою Світловської трьохсвятительської жіночої общини була призначена монахиня Минодора 58 років, яка вступила до монастиря у віці 7 років, була пострижена в рясофор в 1888 році, в мантію в 1901 році. У 1913 році в монастирі жили 12 рясофорних і указних послушниць, і 64 жінки як послушниці. Окремого причту в обителі не було, богослужіння та треби звершував причет Трьохсвятительського храму.
Після 1917 року сестри та мешканки монастиря почали роз’їжджатися по інших обителях. У 1924 році тут ще знаходилась «Трудова релігійна община», але у її стінах вже розмістився Лозівський дитячий будинок (згодом — Лозівська дитяча трудова колонія). Станом на 1 січня 1925 року у колишніх будинках общини жили 36 осіб чоловічої статі та 43 жіночої. Згодом корпуси колишнього монастиря займали агротехнікум, колгоспна контора, піонерський табір, навчально-виробничий комбінат, територіальний центр для людей похилого віку та інші установи.
У 1997 році за ініціативи настоятеля Свято-Смоленського храму у місті Лозова протоієрея Димитрія (Негера) почалося відродження обителі. У напіврозваленому приміщенні колишнього БК залізничників міста Лозова розмістили жіночий монастир, якому дали назву Свято-Архангело-Михайлівський. А у Світловщині у 2002 році облаштували його подвір’я — підсобне господарство. За короткий час відновили два житлових корпуси для черниць, ігуменський будинок, збудували будинок для священника, просфорню, літню кухню з погребом тощо. Сільгосппідприємства району потурбувалися, щоб у господарстві з’явилися корови, вівці, кінь, пасіка. На території подвір’я постав новий храм, який зберіг колишню назву — Трьох Вселенських Святителів.

## Освіта
Протягом ХХ століття у селі працювали такі виховні та освітні заклади:
- Дитяча колонія (інші назви: Дитколонія, Лозівське дитмістечко, Лозівська дитяча трудова колонія імені ІІІ Інтернаціоналу). Існувала у 20-30-х роках ХХ століття, була розрахована на 250 вихованців. Розміщувалася на території Трудової релігійної общини (колишньої Світловської жіночої общини) у монастирських спорудах. Працювала на базі дитячого будинку міста Лозова. У листопаді 1923 року у дитячому містечку імені ІІІ Інтернаціоналу мешкали 150 дітей з різних дитбудинків[27][26].

У 1925 році завідувачем колонії призначили педагога, соратника А. С. Макаренка, Олександра Івановича Остапченка. Як згадував О. І. Остапченко, на 300 дітей колонія мала 22 ліжка, на 170 хлопчиків 38 пар штанів. У школі не було на чому сидіти, і діти писали, лежачи на животах. За актом завідувачу передали занедбані монастирські будівлі, 150 га зарослої бур’янами землі і 5 напівживих коней, одного з яких довелося пристрелити, а найкращого — обміняти на 5 пудів м’яса, щоб годувати вихованців. Серед новоприбулих було багато хворих на коросту і трахому, до лікарні довелося відправити 124 дитини. На їх місце прислали безпритульних, підібраних на харківських базарах, але й серед них виявилося кілька десятків хворих, яких теж довелося відправити до лікарні.
Наприкінці листопада 1927 року завідувачем колонії працював Філімонов, у жовтні 1928 — І. І. Смілий, станом на грудень 1928 — Копа. Деякий час директором колонії працював відомий український письменник Юрій Дольд-Михайлик. У 1928—1930 роках викладачем та вихователем колонії працював Володимир Францович Янкевич — згодом вчитель географії, креслення і малювання Лозівської залізничної школи.. Одним з працівників колонії, а згодом директором дитячого будинку був вихованець колонії імені Горького М. В. Сухорученко.
За ініціативи А. С. Макаренка у вересні 1927 року в колонії почало впроваджуватися самоврядування на принципах Харківської трудової колонії ім. М. Горького. Було створено раду командирів і загони. Засобами впливу на порушників встановили виклик до завідувача, догану чи наряд поза чергою, у крайньому випадку — виключення з колонії і переведення до інших закладів. 
У 1928 році господарству належали 300 десятин землі. Колонія вже мала два трактори. Перший з них привезли до колонії ще 8 березня 1925 року
У 1928 році колишні вихованці колонії організували поблизу сел Князево та Благовіщенка комуну (згодом колгосп) «КІМ», яка існувала до 1950 року. Комунари вирощували ячмінь, пшеницю, овес, займалися городництвом, розводили гусей, курей, качок. Комуна брала участь у соцзмаганнях: змагалася з комуною «Червона агрономія» с. Краснопавлівка. Передових комунарів посилали на обласний зліт. За виконання соціалістичних зобов’язань район нагородив комуну, вручивши в якості премії косарку, снопов’язку, жеребця і костюми для драмгуртка.
У статистичному довіднику за 1930 рік заклад згадується як колонія Дитколонія. За даними Всесоюзного перепису 1926 року вона мала 38 дворів та 90 мешканців (41 чоловіків і 49 жінок).
Того ж 1930 року дитколонія була розформована. 
Одним з вихованців колонії імені ІІІ Інтернаціоналу був Герой Соціалістичної Праці Гетьманенко Іван Григорович. 
- Агрошкола, агротехнікум.

Для старших вихованців колонії були влаштовані сільськогосподарські курси, які згодом реорганізували в агротехнікум, а потім в школу Наркомрадгоспів.
- Школа Наркомрадгоспів

Школа Наркомрадгоспів вважалася в районі кузнею кадрів для сільського господарства району і області. Почала свою роботу ще до Другої світової війни. 1 листопада 1944 року відновила роботу (директор Є. М. Куценко), плануючи охопити 200 студентів. При школі були утворені короткотермінові курси шоферів, комбайнерів та трактористів, розраховані на 300 осіб.
- Професійно-технічне училище № 7

1 жовтня 1957 року на базі ліквідованої Лозівської школи тваринників у селі Світловщина було утворене сільське професійно-технічне училище № 7 Держкомітету з профтехосвіти при Раді Міністрів УРСР. 1 червня 1968 р. наказом начальника Харківського обласного управління профтехосвіти № 234 училище № 7 було об’єднано з училищем № 6 і припинило свою діяльність.
- Світловщанський учкомбінат

Світловщанський учкомбінат — заклад профтехосвіти, наступник агротехнікуму, школи Наркомрадгоспу, ПТУ № 7 та інших подібних закладів Світловщини. За часи своєї діяльності він кілька разів змінював назву і напрямки навчання:
- Світловщанський міжколгоспний навчальний комбінат по підготовці і перепідготовці кадрів колгоспів і радгоспів;
- Лозівський міжколгоспний навчальний комбінат по підготовці і перепідготовці кадрів колгоспів і радгоспів. (майстер машинного доїння, технік штучного запліднення с/г худоби, зоотехнік, механізатор с/г, електрик, тракторист-машиніст, водій автомобіля, сільський будівельник, кулінар, продавець промислових і продовольчих товарів, слюсар контрольно-вимірювальних приладів);
- міжколгоспний навчально-виробничий комбінат трудового навчання і профорієнтації (з 1 вересня 1978 року);
- Лозівський міжшкільний навчальний комбінат (швачка, секретар-друкарка, вихователь дошкільних закладів, водій категорії «С», тракторист-машиніст категорії «А»);
- Лозівський районний міжшкільний навчально-виробничий комбінат (з 1992 року) (водій автотранспортних засобів категорії «С», тракторист-машиніст категорії «А», кравець, оператор комп’ютерного набору, молодша медична сестра з догляду за хворими).
МНВК відвідували учні старших класів 15 закладів освіти району.

## Соціальна сфера
На території села знаходиться Територіальний центр соціального обслуговування (надання соціальних послуг) Лозівської районної державної адміністрації (скор. Терцентр соцобслуговування ЛРДА). Заснований він був 8 грудня 1992 року. Основний вид його діяльності — надання соціальної допомоги людям похилого віку та інвалідам на дому. Додатковий — догляд за людьми похилого віку та інвалідами із забезпеченням їх тимчасового або постійного проживання.

## Особистості
- Гетьманенко Іван Григорович — вихованець дитячої колонії імені ІІІ Інтернаціоналу.
- Черкасов Андрій Петрович, тракторист-буряковод к-пу ім. Орджонікідзе, нагороди: два ордени Леніна (..., 1974); орден «Знак Пошани»,
- Черкасова Надія Свиридівна, працівниця польової бригади к-пу ім. Орджонікідзе, орден Леніна (1948)
- Голобородько Надія Андріївна, працівниця польової бригади к-пу ім. Орджонікідзе, орден Леніна (1948)
- Тищенко Іван Романович, механізатор к-пу ім. Орджонікідзе, орден Трудового Червоного Прапора (1975)
- Голобородько Анатолій Андрійович, головний зоотехнік к-пу ім. Орджонікідзе, медаль «За трудову доблесть»[44].

## Пам’ятки та пам’ятники
- Кургани

Поблизу села знаходяться два кургани, включені до переліку пам'яток історії та культури місцевого значення.
- Братська могила загиблих воїнів

Братська могила воїнів, що загинули у роки Другої світової війни за визволення села Світловщина від нацистських окупантів, знаходиться на території колишнього навчально-виробничого комбінату. Відомі прізвища 7 з 32-х похованих, інші встановлюються. Розмір поховання 4×6 м. Пам’ятник — зображення скорботного воїна з вінком — виготовила Харківська скульптурна фабрика у 1954 році. Матеріал — каміння, цегла, гіпс. Могила обсаджена деревами, навколо живопліт, квітники. У 1990 році пам’ятник був відреставрований.	
| №  | Прізвище   | Ім’я      | По батькові | Рік народження | Військове звання | Дата загибелі |
| -- | ---------- | --------- | ----------- | -------------- | ---------------- | ------------- |
| 1. | Анісімов   | Микола    | Федосійович | 1923           | рядовий          | 25.09.1943    |
| 2  | Григоренко | Віктор    | Іванович    | 1926           | рядовий          | невідомо      |
| 3  | Сапегін    | Григорій  | Федотович   | 1924           | невідомо         | невідомо      |
| 4  | Серовін    | Семен     | Дмитрович   | невідомо       | рядовий          | 02.02.1944    |
| 5  | Тимофєєв   | Олександр | Петрович    | невідомо       | мол.лейт.        | 09.03.1943    |
| 6  | Тимченко   | Михайло   | Васильович  | невідомо       | рядовий          | невідомо      |
| 7  | Широков    | Арсентій  | Васильович  | 1920           | мол.лейт.        | 09.03.1943    |